# Senato dell'Illinois
Il Senato dell’Illinois è la camera alta della Assemblea generale dell'Illinois. Essa si riunisce, insieme alla Camera dei rappresentanti, nel Campidoglio dello Stato dell’Illinois. 
È composto da 59 membri, e ognuno di essi viene eletto ogni due anni. I rappresentanti non sono soggetti a un numero di mandati.